# Chính phủ với Chính phủ
Chính phủ với Chính phủ (viết tắt G2G) là hình thức giao dịch trực tuyến không mang tính thương mại giữa các tổ chức chính phủ, phòng ban và chính quyền với các tổ chức chính phủ, phòng ban và chính quyền khác với nhau. Hình thức này sử dụng nhiều ở nước Anh.